# 58号美国国道
美国国道58 是美國一条东西向的公路，起自弗吉尼亚州弗吉尼亚海滩市，止于田纳西州东北部，全長508英哩(818公里),。

## 州份
- 維吉尼亞
- 田納西

## 相關美國路線
- 美国国道158
- 美国国道258